# Till There Was You
Till There Was You é uma canção escrita por Meredith Willson para sua peça musical de 1957 The Music Man, e que também apareceu na versão do filme de 1962. A canção é cantada pela personagem Marian Paroo (Barbara Cook interpretou-a na Broadway, Shirley Jones no filme) para o Professor Harold Hill (retratado pelo ator Robert Preston) no final do ato 2.
A primeira gravação da canção foi lançada antes mesmo da versão da trilha sonora de 1958. Cópias promocionais do single foram lançadas em 26 de novembro de 1957, enquanto que a produção da Brodway a lançou em 19 de dezembro.  Produzida por Nelson Riddle, ela apresenta a vocalista de 17 anos, Sue Raney e sua orquestra.
Em 1959, Anita Bryant gravou um single que atingiu o ranking #30 da  Billboard Hot 100; uma versão instrumental de 1962 de Valjean também é bastante popular.

## A versão dos Beatles
Os Beatles incluiram a canção no álbum With the Beatles (Reino Unido - 1963), e Meet the Beatles! (Estados Unidos - 1964). 
Paul McCartney conheceu a canção por George Harrison. "Till There Was You" fez parte do repertório de 1962 apresentada ao vivo no Star Club em Hamburgo. Tornou-se uma amostra da versatilidade dos Beatles, provando que eles poderiam mudar facilmente entre o rock and roll e as balladas. Canção foi apresentada ao vivo em 1963 no Royal Command Performance.
Os Beatles a tocaram na audição da Decca Records em 1 de janeiro de 1962, e foi a segunda de seis canções apresentada no programa de televisão de Ed Sullivan em 9 de fevereiro de 1964.
Existe ainda a versão ao vivo gravada durante o programa de rádio na BBC presente no álbum Live at the BBC (lançado em 1994) e a versão ao do Royal Command presente no  Anthology 1 (lançado em 1995).

## Créditos
- Paul McCartney — baixo, vocal
- John Lennon — guitarra acústica
- George Harrison — guitarra acústica
- Ringo Starr — bongô

## Versões brasileiras
- Em 1965, o conjunto brasileiro Os Incríveis gravou uma versão dessa música feita por Waldir Santos com o título de "Não Há Você", incluída no LP Os Incríveis - PPL 12218, da gravadora Continental.
- O cantor brasileiro Beto Guedes lançou a versão em português da canção feita por Ronaldo Bastos em 1984. A canção se chamava "Quando te vi".